# Choccolocco
Choccolocco statisztikai település az USA Alabama államában, Calhoun megyében. Lakosainak száma 2838 fő (2020. április 1.).